# Herbert Konieczny
Herbert Konieczny (* 13. Februar 1931 in Bielefeld) ist ein ehemaliger deutscher Fußballspieler.

## Werdegang
Der Torwart Konieczny begann seine Karriere beim VfB 03 Bielefeld. Im Jahre 1953 wechselte er zusammen mit seinem Mannschaftskameraden Reinhard Haseldiek zum VfL Osnabrück in die seinerzeit erstklassige Oberliga Nord. In seinen drei Jahren in Osnabrück absolvierte Konieczny 53 Oberligaspiele für den VfL, bevor er ab 1956 seine Karriere bei Arminia Bielefeld fortsetzte.